# أوبرتاوفكيرشن
أوبرتاوفكيرشن (بالألمانية: Obertaufkirchen) هي بلدية تقع في منطقة موهلدورف بولاية بافاريا في ألمانيا.

## الاقتصاد
في عام عام 1998، بلغ عدد الموظفين العاملين في مجال الزراعة والحراجة 38 موظفاً، وعدد العاملين في التصنيع فبلغ 336 عاملاً، بالإضافة إلى 42 عامل في مجاليّ التجارة والنقل. أمَّا في قطاعات اقتصادية أخرى فكان يعمل 87 شخصاً على أساس الضمان الاجتماعي في مكان العمل. وكان هناك ما مجموعه 696 موظف تأمين اجتماعي في مكان الإقامة. وفي الصناعات التحويلية (وكذلك التعدين واستخراج المحاجر) كانت هناك شركتان، ووصل عدد شركات صناعة البناء إلى ستة شركات. كما كان هناك 126 حيازة زراعية بمساحة زراعية قدرها 2,186 هكتاراً عام 1999، ومنها 1,222 هكتاراً من الأراضي الصالحة للزراعة بالإضافة إلى 963 هكتاراً من المراعي الدائمة.

## السكان
تطور عدد السكان
- 1961: 1637 نسمة
- 1970: 1682 نسمة
- 1987: 1722 نسمة
- 1991: 2016 نسمة
- 1995: 2220 نسمة
- 2000: 2329 نسمة
- 2005: 2403 نسمة
- 2010: 2427 نسمة
- 2015: 2555 نسمة

## وصلات خارجية
- الموقع الرسمي لبلدية أوبرتاوفكيرشن (بالألمانية)